# テレビ大分番組一覧
テレビ大分番組一覧（テレビおおいたばんぐみいちらん）は、現在もしくは過去でテレビ大分で放送の番組を対比するもの。

## 現在放送中の自社制作番組
- FNN TOS Live News days（月曜 - 金曜 11:30 - 11:50、土曜・日曜 11:50 - 12:00、『FNN Live News days』のタイトル差し替え）
- ゆ〜わくワイド（月曜 - 金曜 16:50 - 19:00） - 大分県初の夕方ワイド番組
  - （『FNN TOSスーパーニュース』から『みんなのニュース』に変更に伴い、情報番組とニュースを統合させての放送）※後身の『Live News イット!』は番組内で放送
- FNN TOS Live News イット!（土曜・日曜 17:30 - 17:55、『FNN Live News イット!』のタイトル差し替え）
- TOSニュース（随時）
  - FNN TOSニュース（年末年始、夕方のみ）
- ダッシュくん。（火曜 15:30 - 15:45）
- トスくりっぷ!（火曜 22:54 - 23:00）
- 歌魂 カラオケ大賞（水曜 10:20 - 10:50）
- サタデーパレット（土曜 10:25 - 11:35）
- Winning Goal.TV（土曜 11:45 - 11:50）
- コレ、いいね!（土曜 15:55 - 16:00）
- VangVangVasagey!TV（日曜 9:55 - 10:00）
- トスキータイム
- トスキーソング
- アタック大分（毎年1月1日 12:00 - 14:00）

## 現在放送中のネット番組
※同時ネット番組の▲はローカルセールス枠。
※遅れネット番組の太字は字幕放送、▼は解説放送。

### 日本テレビ系

#### 同時ネット
帯番組
- Oha!4 NEWS LIVE・第2部（平日、日テレNEWS24制作）
- ZIP!・第1部（平日）
- news zero（平日、火曜・木曜・金曜はフジテレビ系列番組の特番により時差ネットの場合あり）
- シューイチ（週末）
- Going!Sports&News（同上）
- NNNニュース&スポーツ（年末年始）

日曜日
- NNNニュースサンデー
- ザ!鉄腕!DASH!!
- 世界の果てまでイッテQ!
- 行列のできる相談所
- おしゃれクリップ
- 日曜ドラマ
- ダウンタウンのガキの使いやあらへんで! ▲
- NNNドキュメント

月曜日
- 有吉ゼミ
- 世界まる見え!テレビ特捜部
- しゃべくり007
- 月曜から夜ふかし
- 大悟の芸人領収書
- 開演まで30秒!THEパニックGP

火曜日
- 上田と女がDEEPに吠える夜
- 機動戦士Gundam GQuuuuuuX
- ドラマDEEP

水曜日
- 有吉の壁
- 千鳥かまいたちゴールデンアワー
- 上田と女が吠える夜
- 水曜ドラマ
- こどもディレクター（中京テレビ制作）
- お笑い4コマパーティー ロロロロ（中京テレビ制作）

木曜日
- 木曜ドラマ（読売テレビ制作）

金曜日
- FRIDAY ANIME NIGHT

土曜日
- 嗚呼!!みんなの動物園
- 1億人の大質問!?笑ってコラえて!
- with MUSIC
- 土ドラ9
- アナザースカイ

#### 遅れネット
- THE突破ファイル（月曜 13:50 - 14:45）
- ぐるぐるナインティナイン（月曜 14:45 - 15:45）
- ニッポン人の頭の中（火曜 9:50 - 10:50）
- オードリーさん、ぜひ会ってほしい人がいるんです。（水曜 9:50 - 10:20、中京テレビ制作）
- クイズ!あなたは小学5年生より賢いの?（水曜 14:45 - 15:45）
- 沸騰ワード10（木曜 9:50 - 10:50）
- 踊る!さんま御殿!!（木曜 14:45 - 15:45）
- ザ・ファブル（金曜 0:59 - 1:29（木曜深夜））
- ザ!世界仰天ニュース（金曜 13:50 - 14:45）
- カズレーザーと学ぶ。（金曜 14:45 - 15:45）
- 笑点（土曜 16:30 - 17:00、元日スペシャル・『24時間テレビ』内のスペシャルは放送しない）▼
- 名探偵コナン（土曜 18:30 - 19:00、読売テレビ制作、30分遅れ）
- 24時間テレビチャリティー・リポート（日曜 5:10 - 5:15）
- それいけ!アンパンマン（日曜 5:45 - 6:15）▼
- 読売テレビ制作土曜夕方5時30分枠のアニメ（日曜 7:00 - 7:30、13時間半遅れ、現在は『真・侍伝YAIBA』を放送中）
- 上沼・高田のクギズケ!（日曜 13:00 - 13:55、読売テレビ・中京テレビ制作、1時間20分遅れ）
- ヒューマングルメンタリー オモウマい店（日曜 13:55 - 14:55、(再)：木曜 13:50 - 14:45、中京テレビ制作）
- 博士は今日も嫉妬する 人生が楽しくなる最新テクノロジー（日曜 17:25 - 17:30）
- 満天☆青空レストラン（日曜 18:00 - 18:30）
- 金曜ロードショー（不定期放送、主にスタジオジブリ作品や細田守監督作品などの人気映画を放送）※作品により2か国語放送
- 所さんの目がテン!（不定期放送）
- 遠くへ行きたい（不定期放送、読売テレビ制作）

### フジテレビ系

#### 同時ネット
帯番組
- めざましテレビ(平日、7:55-8:14に放送)
- サン!シャイン（平日）
- FNN Live News days[注 1]（毎日）
- ぽかぽか（平日）
- Live News イット!（毎日、平日15:45 - 16:50および週末は単独番組として、平日16:50 - 17:12.30・17:48 - 18:09.30（FNN枠）は『ゆ～わくワイド』に内包[注 2][注 3]）
- FNNニュース（年末年始時期）

日曜日
- ライオンのミライ☆モンスター
- KEIBA BEAT（関西テレビ・東海テレビ・テレビ西日本制作、GIレース及び一部レースのみ放送）▲
- サザエさん

火曜日
- 今夜はナゾトレ ▲
- フジテレビ火曜9時枠の連続ドラマ
- 火曜は全力!華大さんと千鳥くん（関西テレビ制作）

木曜日
- ミュージックジェネレーション
- 街グルメをマジ探索!かまいまち
- この世界は1ダフル
- 木曜劇場

金曜日
- 坂上どうぶつ王国 ▲
- ウワサのお客さま
- ザ・共通テン!
- 酒のツマミになる話

土曜日
- 土曜はナニする!?（関西テレビ制作）
- ミュージックフェア

#### 遅れネット
- フジテレビ月曜9時枠の連続ドラマ（火曜 0:59 - 1:54（月曜深夜）、3時間59分遅れ、現在は『366日』を放送中）
- ホンマでっか!?TV（火曜 13:50 - 14:45）
- トークィーンズ（火曜 14:45 - 15:25）
- ネプリーグ（火曜 20:00 - 21:00）
- 関西テレビ制作月曜夜10時枠の連続ドラマ（水曜 0:59 - 1:54（火曜深夜）、2日遅れ、現在は『アンメット-ある脳外科医の日記-』を放送中）
- 奇跡体験!アンビリバボー（水曜 13:50 - 14:45）
- フジテレビ水曜10時枠の連続ドラマ（木曜 0:59 - 1:54（水曜深夜）、3時間59分遅れ、現在は『ブルーモーメント』を放送中）
- ドキュメント九州（金曜 1:29 - 1:59（木曜深夜）、九州地区FNS加盟局共同制作）
- 全力!脱力タイムズ（土曜 0:30 - 1:10（金曜深夜）、1時間半遅れ）[注 4]
- さんまのお笑い向上委員会（土曜 1:10 - 1:40（金曜深夜））[注 5]
- ちびまる子ちゃん（土曜 5:29 - 5:59）▼
- ボクらの時代（土曜 17:00 - 17:30）[注 6]
- 相葉◎×部（土曜 9:55 - 10:25）
- おかべろ（土曜 15:25 - 15:55、関西テレビ制作）
- 鬼滅の刃・柱稽古編（土曜 16:00 - 16:30）
- サスティな!〜こんなとこにもSDGs〜（土曜 17:00 - 17:30、7時間5分遅れ）
- 突然ですが占ってもいいですか?（不定期放送）
- 世界の何だコレ!?ミステリー（不定期放送）
- 芸能人が本気で考えた!ドッキリGP（不定期放送）
- 新しいカギ（不定期放送）
- 土曜プレミアム（不定期放送）

### テレビ東京系
- ポケットモンスター（日曜 6:30 - 7:00）
- 開運!なんでも鑑定団（日曜 12:00 - 13:00、(再)：月曜 9:50 - 10:50）
- 日経スペシャル ガイアの夜明け（不定期放送）

### 衛星用
- スカパー!Jリーグ中継※2011年 - 2013年シーズンまで、JリーグメディアプロモーションからJリーグ公式試合映像の収録を受託、また同映像を使用したスカパー!Jリーグ中継・大分トリニータホームゲームの制作を受託している。また、2007年 - 2009年シーズンまでは同社関連会社のTOSエンタープライズが同業務を受託していた（TOSエンタープライズの受託時代もTOSのアナウンサーが実況を担当していた。なお2010年シーズンのみOABが同業務を受託）。また、FNN系列局として同系列が放送しているJリーグYBCルヴァンカップ（旧・ヤマザキナビスコカップ）の試合も放送している。

## 特番のネット
- 24時間テレビ 「愛は地球を救う」（毎年8月下旬、土曜日・日曜日のゴールデンタイム・プライムタイムがNNS編成となっているうえ、多くの時間がローカルセールスであるため、テレビ宮崎（UMK）とは対照的にほぼ全編ネットとなる）
  - 11:14 - 12:00、16:54 - 19:00はネットニュースやネットセールスの関係から番組差し替えを行う。12:00 - 12:24はローカルパート。
- 東京マラソン（毎年3月、日本テレビとフジテレビが隔年で制作しているが、TOSは両者のクロスネット局のため毎年放送）
- 名古屋ウイメンズマラソン（毎年3月第2日曜 正午 - 14:50、東海テレビ制作）[1]
- zero選挙（NNN協力、日曜日のプライムタイムがNNS編成のためネット）
- 宮根誠司の日本もうけ話（12月30日朝、フジテレビ制作）
- 大みそか列島縦断LIVE 景気満開テレビ（大晦日朝、フジテレビ制作）

※上記2本について、通常朝はNNNから配給を受けるが、対象となる『ズームイン!!SUPER』→『ZIP!』、『ズームイン!!サタデー』、『シューイチ』が2010年度以降は28日前後で年内の放送を終えていること、また8時には配給先がFNNに切り替わることを鑑みてフジテレビからネットしているものである。
- 新春スポーツスペシャル箱根駅伝（毎年1月、日本テレビ制作）

※通常日中はFNNからニュース配給を受けるが、箱根駅伝放送日はNNNからそのまま配給を受ける。ただし、復路後の事後番組は未ネット。
改編期、年末年始の特別番組は、基本的には通常のネット編成に従って放送する。そのため、年度によって放送される場合とされない場合、または遅れネットに切り替わる場合がある。

### その他
- 2011年3月13日 - 東日本大震災緊急報道特番。前日の19:00から9:55までは日本テレビからネット。11:50から14:55と18:30から19:00まではフジテレビからそれぞれネットした。
- 2012年3月11日 - 東日本大震災特別番組としてフジテレビの『FNN報道特別番組　東日本大震災から1年･･･「希望の轍」』をネットした。
- 2019年10月12日 東日本台風によるニュースを伝えるため『news every.』を「NNN緊急報道特別番組」の扱いで18:30 - 19:56まで放送。この際、『満点☆青空レストラン』の提供クレジットが一瞬だけ表示された。
- 2019年10月20日 - 『ラグビーワールドカップ2019準々決勝 ウェールズ対フランス』
  - 日曜日の夕方ではあるが大分スポーツ公園総合競技場で試合が行われるため、『Live News it!』を休止し特例で日本テレビと同時ネット。
- 2019年10月27日 - 『ラグビーワールドカップ2019準決勝 ウェールズ対南アフリカ』
- 2019年11月2日 - 『ラグビーワールドカップ2019決勝 イングランド対南アフリカ』
  - 土・日曜日の夕方ではあるが、『Live News it!』を休止し特例で日本テレビと同時ネット。
- 2022年7月8日 当日発生した安倍晋三銃撃事件のニュースを中心に放送するため、『〜イット!』をベースにした報道特別番組『FNN緊急特報』を放送（19:00 - 23:00）
- 2022年10月4日 北朝鮮のミサイル（Jアラート）が日本海に向けて発生したニュースを伝えるため。『めざましテレビ』を報道特別番組扱いで、8:00 - 8:45まで放送。
- 2022年11月3日 北朝鮮のミサイル（Jアラート）が日本海に向けて発射した関係のニュースを伝えるため。『めざましテレビ』を報道特別番組扱いで、8:00 - 9:03まで放送した。
  - 但し『めざまし8』の内包される形で放送している。
- 2023年4月13日 7:55頃に北朝鮮のミサイル（Jアラート）が北海道に向けて発射した関係のニュースを伝えるため。『めざましテレビ』を報道特別番組扱いで、8:00 - 8:35まで放送した。
- 2023年11月21日 『火曜は全力!華大さんと千鳥くん』放送中にに北朝鮮のミサイル（Jアラート）が発動したため中断。このあと23時から本来通り『news zero』および『午前0時の森』を放送し、12月7日（6日深夜）0:54 - 1:54に改めて放送した。
- 2024年1月11日 10日前に発生した能登半島地震関連の報道特別番組を編成した関係で当初放送の予定がなかった『ドリフに大挑戦』が放送された。
  - 当日は木曜日であり、テレビ大分ではゴールデンタイムをフジテレビ系で編成のため。
  - 当初の放送する時間帯は『上田と女が吠える夜』を放送するためである。こちらは17日に改めて放送された。

### 放送を打ち切った番組
- FNSの日
  - 通称『27時間テレビ』と呼ばれるフジテレビならびにフジネットワーク（FNS）共同制作で放送される夏場の大型特番。TOSは2002年放送の「FNS27時間テレビ みんなのうた 〜あの素晴らしい日本をもう一度〜」より正式にネットを開始した。しかしUMK同様にクロスネットであるうえ、TOSはFNS加盟局だが、UMKと異なり「業務協定に正式参加していない」ことから、基本的に土曜夜・土曜深夜（NNNニュース等のネット受け終了後〜翌朝の『NNNニュースサンデー』前まで）・日曜午前中〜夕方は同時ネットとし、グランドフィナーレを日曜深夜（月曜早朝）に放送していた。それらが続いたことに加え、2007年春改編より土曜夜がFNN/FNSからNNN/NNSに切り替わったことで同時放送がさらに困難となることから2006年放送の「FNS26時間テレビ 国民的なおもしろさ! 史上最大!! 真夏のクイズ祭り 26時間ぶっ通しスペシャル」をもって『FNSの日』そのものの放送を終了した。
  - この関係で、日中と夕方にFNNからニュース配給を受けるものの、時間不定の『FNNニュース』となるため、ローカルニュースと天気予報の枠のみ単独で設置し、別番組で穴埋めする措置をとる。また『サザエさん』は動かさないため、素材のみをフジテレビから受け取り、定刻通りに送出する。

## 過去に放送した番組

### 自社制作
- ニュースインおおいた（1978 - 1997）
- TOSスーパータイム
- TOSザ・ヒューマン（1997 - 1998）
- TOSお昼のニュース
- TOS FNNテレビ朝刊[注 7]
- TOS日曜サロン
- スタジオ10:45大分あれこれ（1974 - 1978）
- 別府・味のガイド
- トスナビ!+
- ふれあいおおいた
- アナスポ!
- おはなしマイク
- 街角拝見→トスナビ!
- フレッシュおおいた（大分市広報番組、2006年10月にOBSへ移行）
- 商売繁盛!お酒屋さん
- キティズパーティー （九州地方各県の放送局にもネット）
- TOSスーパーニュース
- TOSテレニュースFNN（『産経テレニュースFNN』の差し替え）
- TOSスピーク（『FNNスピーク』、『FNNスピークWeekend』の差し替え）
- FNN TOSみんなのニュース（『FNNみんなのニュースWeekend』の差し替え）
- JUPITER音楽祭（年1回、九州・沖縄のFNS系列局にて同時ネット）
- スパーク オン ウェイヴ
- ハロー大分
- スパーク魂
- けいじばん
- 土曜ロードショー
- うまいものガイド あの店 この味
- O!TAめじろオシ
- ソトアソ

### 日本テレビ系
- NNNあさ7時のニュース（1970年4月から開局より番組開始）
- NNNモーニング7
- NNN朝のニュース（OAB開局までは日曜日を除く）
- NNNおはよう!ニュースワイド
- おはよう!こどもショー
- ルンルンあさ6生情報 → ジパングあさ6
  - NNNニュースジパング
- ズームイン!!朝! → ズームイン!!SUPER
  - NNNニュースSUPER
- ロンパールーム
- 11PM→EXテレビ（ただし11PM後期から金曜日のみ未ネット）
- ごちそうさま（『午後は○○おもいッきりテレビ』内包から1年後の1988年9月30日を以って打ち切り）
- おしゃれ→三枝成章の気まぐれ
- スター誕生!（1976年4月ネット開始。当初は遅れネット、1982年4月から同時ネット）
- シャボン玉ホリデー
- ドラえもん (1973年のテレビアニメ)（第2作はOBS→OABで放送）
- びっくり日本新記録
- （月曜20時枠）NTV紅白歌のベストテン（1973年4月からネット開始）→ザ・トップテン→歌のトップテン
- スーパーテレビ情報最前線→アンテナ22
- 女優魂
- 底抜け脱線ゲーム
- ビッグイベントゴルフ
- 日曜大工110番
- 赤き血のイレブン
- ナゾの海底探検
- 火曜劇場
- どちら様も!!笑ってヨロシク（OBSからのネット移行。当初は日曜正午からの異時ネット、OAB開局により同時ネット）
- （水曜20時枠）おひかえあそばせ→気になる嫁さん→パパと呼ばないで→雑居時代→マチャアキのガンバレ9時まで!!→俺たちの勲章→気まぐれ天使→気まぐれ本格派→ゆうひが丘の総理大臣→あさひが丘の大統領→歌のワイド90分!（19:30 - 20:54、1985年末で打ち切り後はテレビ朝日『水曜スペシャル』の同時ネットに変更）→クイズ世界はSHOW by ショーバイ!!（当初は土曜15時からの異時ネット、OAB開局により同時ネット）→速報!歌の大辞テン→ミンナのテレビ→サルヂエ→今田ハウジング
- とんねるずの生でダラダラいかせて!!（『ウッチャンナンチャンのやるならやらねば!』打ち切りに伴う穴埋めとして放送開始、OAB開局により同時ネット）
- 木曜スペシャル（途中から同時ネット。OAB開局に伴い最終回を迎える半年前に打ち切り）
  - 元祖どっきりカメラ
  - アメリカ横断ウルトラクイズ
- 三橋達也のザ・ベストカップル（開局時にOBSからネット移行、最末期のみ）→ドリフのドパンチ!学園→紅白対抗ドレミファ大作戦→ドレミファ学園→ハッチャキ!!マチャアキ→コント55号のなんでそうなるの?→カックラキン大放送!!→カックラキン決定版!!→志村けんの失礼しまぁーす!→Wパパにオマケの子?!→こちら夢スタジアム→面白スタジアム→極楽スタジアム→ハートにジャストミート
- （金曜20時枠）太陽にほえろ!→ジャングルシリーズ→もっとあぶない刑事→ハロー!グッバイ→勝手にしやがれヘイ!ブラザー→刑事貴族シリーズ→はだかの刑事（ここまで同時ネット）→静かなるドン→ウッチャンナンチャンのウリナリ!!→マネーの虎（ゴールデン進出後。別バラ移行後も引き続き放送）→謎を解け!まさかのミステリー

（但し、もうひとつのJリーグ→ザ・ワイドショー→西遊記とウッチャンウリウリ!ナンチャンナリナリ!!は未ネット、『ウッチャンナンチャンのウリナリ!!』は途中からネット）
- FAN
- FUN
- プリティガレッジ
- ガガガガガレッジセール
- アニメンタリー 決断
- 土曜スペシャル→土曜トップスペシャル
- マジカル頭脳パワー!!（土曜日時代は同時ネット、木曜日に移行後は日曜10時30分→平日夕方や土曜昼に異時ネット。2001年の復活SPは同時ネット）
- スーパースペシャル→THEスペシャル
- 億万のココロ・愛しのマネー$伝説→世界!超マネー研究所→ひらめ筋GOLD→シャル・ウィ・ダンス?
- （日曜19時枠） 投稿!特ホウ王国→だんトツ!!平成キング
- （日曜19時後半枠）日立ドキュメンタリー すばらしい世界旅行（1970年4月開局時にOBSからネット移行）→日立 地球トライアル→日立 あしたP-KAN気分!
- （日曜20時枠）おれは男だ!→飛び出せ!青春→われら青春!→俺たちの旅→西遊記→俺たちは天使だ!→陽あたり良好!→久米宏のTVスクランブル→天才・たけしの元気が出るテレビ!!→特命リサーチ200X→ワールド☆レコーズ→A→Sundayスペシャル→歌笑HOTHIT10→ウタワラ
- （日曜21時枠）日曜時代劇（子連れ狼→おんな浮世絵・紅之介参る!→長崎犯科帳→十手無用 九丁堀事件帖→桃太郎侍）→サンデースポーツ9→日曜9時は遊び座です→刑事物語'85→誇りの報酬→あぶない刑事→巨泉のこんなモノいらない!?→知ってるつもり?!
- （日曜22時台前半枠）トヨタ日曜ドキュメンタリー 知られざる世界→オシャレ30・30→おしゃれカンケイ→おしゃれイズム
- 電波少年シリーズ（スペシャルと後期のみ同時ネット）
- からだ元気科（日本医師会提供、1997年10月にOBSからネットを移行）
- さわやかニッポン→新ニッポン探検隊（総理府（現:内閣府）単独提供。）
- メレンゲの気持ちスペシャル（2004年7月24日、2006年3月20日のみ）
- さんま&SMAP!美女と野獣のクリスマススペシャル（1995年12月20日、2005年12月25日のみ。ただ2006年10月7日から土曜日のプライムタイムは日テレ系同時ネットのため毎年放送）
- 伊東家の食卓（土曜昼→火曜昼に異時ネット）
- 火曜サスペンス劇場（「土曜サスペンス劇場」として土曜12:00から放送）
- ぶらり日本名作の旅
- NNNスポーツニュース
- NNNきょうの出来事（1970年4月開局から2006年9月まで）
- THE・サンデー→TheサンデーNEXT
- デジタル所さん
- ショック!!
- 嵐にしやがれ
- 爆笑問題のススメ（札幌テレビ制作）
- お笑いマンガ道場（中京テレビ制作、後期は『初笑いマンガ道場』のみネット）
- ビックラコイタ箱（中京テレビ制作）
- （読売テレビ制作月曜夜7時枠のアニメ）金田一少年の事件簿（『-R』）も→犬夜叉→ブラック・ジャック→結界師（深夜アニメ降格により打ち切り）
- （読売テレビ制作月曜夜7時30分枠のアニメ）YAWARA!→コボちゃん→魔法騎士レイアース
- キスだけじゃイヤッ!（読売テレビ制作）
- 全日本歌謡選手権（読売テレビ制作、1975年10月にOBSからネット移行。末期の土曜日時代のみ）
- シティーハンター3→シティーハンター'91（読売テレビ制作、それ以前はOBSで放送）
- ガリゲル（読売テレビ制作）
- 「任意同行」願えますか?（読売テレビ制作）
- 人生が変わる1分間の深イイ話

### フジテレビ系
- 小川宏ショー
- おはよう!ナイスデイ
- 森田一義アワー 笑っていいとも!（1993年10月にOBSからネット移行）
- 3時のあなた
- タイム3
- タイムアングル
- となりのパパイヤ
- 3時ヨこい!
- ビッグトゥデイ
- 2時のホント
- 知りたがり!
- アゲるテレビ
- 直撃LIVE グッディ!
- FNNスピーク
  - FNNスピークWeekend
- FNNニュース6:30
- FNNテレビ土曜・日曜夕刊
- FNNニュースレポート6:00
- FNNニュースレポート5:30
- FNNスーパータイム
- FNNニュース555 ザ・ヒューマン
  - FNNニュース ザ・ヒューマン
- FNNスーパーニュース
  - FNNスーパーニュースWEEKEND
- う!ウマいんです。
- みんなのニュース
  - FNNみんなのニュースWeekend
- プライムニュース イブニング
- 火曜ワイドスペシャル
- カスペ!
- ゴールデン洋画劇場
- ゴールデンシアター
- Dr.スランプ アラレちゃん
- うる星やつら（2022年版は県内未放送）
- めぞん一刻（時差ネット）
- タッチ（時差ネット）
- キテレツ大百科（時差ネット）
- らんま1/2（時差ネット）
- ドラゴンボールGT (時差ネット)
- ドクタースランプ (途中打ち切り)
- ゲゲゲの鬼太郎 第4シリーズ
- ひみつのアッコちゃん リメイク版
- デジモンアドベンチャー02
- スター千一夜（放送しなかった曜日のほうが多い）
- まるまるちびまる子ちゃん
- 晴れたらイイねッ!Let'sコミミ隊（後期は時差ネット）
- 郁恵・井森のデリ×デリキッチン!
- おしえて!うれしぴ
- 開運のツキ
- オレたちひょうきん族（時差ネット・土曜 15:00）
- 夕やけニャンニャン（1986年4月 - 最終回まで）
- とんねるずのみなさんのおかげです（日曜 10:00に時差ネット、OAB開局後は同時ネット）
- とんねるずのみなさんのおかげでした
- 志村けんのだいじょうぶだぁ（土曜 14:00→『オレたちひょうきん族』終了後は土曜 15:00→『とんねるずのみなさんのおかげです』が半年休止時は日曜 10:00から時差ネット、後に月曜 17:00。2007年以降のSP版は、火・木・金曜日放送の場合は同時ネット）
- たけし・逸見の平成教育委員会 （時差ネット・木曜 17:00→日曜 10:30→『志村けんのだいじょうぶだぁ』終了後は月曜 17:00→火曜 17:00→16:58。2000年以降の特番は火 • 木 • 金曜日放送の場合は同時ネット）
- ダウンタウンのごっつええ感じ （時差ネット・水曜 17:00）
- ウッチャンナンチャンのやるならやらねば!（時差ネット・火曜 17:00）
- 邦ちゃんのやまだかつてないテレビ（時差ネット・土曜 15:00→水曜 17:00）
- オールスター家族対抗歌合戦（時差ネット・日曜 10:30→10:00）
- 欽ドン!シリーズ（時差ネット、後期は同時ネット）
- クイズ!年の差なんて（木曜 14:05からの時差ネット、OAB開局後は同時ネット）
- ママとあそぼう!ピンポンパン（ズームイン朝放送開始まで）
- ひらけ!ポンキッキ
- タモリのボキャブラ天国（番組終了後・金曜 19:00）→タモリのSuperボキャブラ天国（金曜 17:00→水曜未明〈火曜深夜〉に時差ネット）
- 夜のヒットスタジオ（月曜日時代のみ）
- MJ -MUSIC JOURNAL-（『Mステ』ネット終了後の1993年4月から時差ネット・金曜 17:00）
- トリビアの泉 〜素晴らしきムダ知識〜（2005年4月にOBSから移行・日曜 14:00）
- クイズ$ミリオネア
- ONE PIECE（番組自体は継続中、2008年10月からOBSで再開するも2020年9月打ち切り）
- ドラゴンボール超
- Dのゲキジョー 〜運命のジャッジ〜（時差ネット、スペシャルのみ同時ネット）
- サザエさん火曜の再放送バージョン（最後まで同時ネットで放送することはなく、夏休みの午前に集中放送していた程度）
- FNSの日（2002年 - 2006年）※番組自体は継続中
- 世界行ってみたらホントはこんなトコだった!?（2015年4月から終了時まで同時ネット）
- 世界HOTジャーナル
- フジテレビ水曜10時枠の連続ドラマ
- ライオンのごきげんよう
- ペケ×ポンシリーズ（開始当初から2009年3月まで時差ネット）
- 優しい人なら解ける クイズやさしいね
- あしたのジョー（第1作）
- フジテレビ系列日曜夜9時枠の連続ドラマ
- ヨルタモリ
- めちゃ×2イケてるッ!（2005年4月にOBSからネット移行）
- さまぁ〜ずの神ギ問（ローカル枠時代・ゴールデンタイム時代とも不定期放送だった）
- ピカルの定理
- 水10!
- 幸せ追求バラエティ 金曜日の聞きたい女たち
- ほこ×たて
- 大日本アカン警察
- HEY!HEY!HEY!
- ジェネレーション天国
- ジャネーノ!?
- おじゃMAP!!
- SMAP×SMAP
- ザ・ベストハウス123
- クイズ!ヘキサゴン→クイズ!ヘキサゴンII
- はねるのトびら
- 幸せって何だっけ 〜カズカズの宝話〜
- 健保連のすこやかさん（1977年4月開始時点では金曜 11:30 - 11:45に放送[2]）
- アウト×デラックス
- 直撃!シンソウ坂上
- でんじろうのTHE実験（金曜時代のみ）
- 東海テレビ制作昼の帯ドラマ
- どてらい男（関西テレビ制作）
- 三枝の愛ラブ!爆笑クリニック（関西テレビ制作、深夜および火曜 14:05から時差ネット、OAB開局後は同時ネット）
- ひらけ!GOMA王国（関西テレビ制作）
- パンチDEデート（関西テレビ制作）
- 夜はドキドキ!!（関西テレビ制作、時差ネット・火曜 19:00）
- ねるとん紅鯨団（関西テレビ制作）
- とんねるずのハンマープライス（関西テレビ制作）
- JAPAN BOYS（関西テレビ制作、日曜 22:30から時差ネット、1999年4月からは『進ぬ!電波少年』の同時ネット枠に）
- Sports Party ただいま夢中!（関西テレビ制作）
- S-FIELD（関西テレビ制作）
- ファイトマネー（関西テレビ制作、土曜 23:00だが遅れネット、『福山エンヂニヤリング』以降は『ayu ready?』を遅れネットするために未ネット。）
- 発掘!あるある大事典（関西テレビ制作、火曜 14:05、花王のスポンサードネット）
  - 発掘!あるある大事典II
- ベリーベリーサタデー!（関西テレビ制作）
- 知らないアナタは大丈夫!? 発見!ウワサの食卓（関西テレビ制作）
  - 発見!なるほどレストラン 日本のおいしいごはんを作ろう!
  - 食卓のぞき見バラエティ 潜入!ウワサの大家族
- セキララ☆新発見 ものしりティーチャー（関西テレビ制作）
- ニッポンのぞき見太郎 あなたは多数派?少数派?（関西テレビ制作）
- ウラマヨ!（関西テレビ制作）※番組自体は継続中
- 関西テレビ制作・火曜夜10時枠の連続ドラマ
- さんまのまんま（関西テレビ制作）
- 快傑えみちゃんねる（関西テレビ制作）
- 華丸大吉&千鳥のテッパンいただきます!（関西テレビ制作）
- 新しいカギ
- 痛快TV スカッとジャパン
- アウト×デラックス
- かまいたちの机上の空論城（関西テレビ制作）

### テレビ東京系
- 小松原三夫のゴルフ道場
- 金子柱憲・高田純次ゴルフの王道
- KAIKANフレーズ
- ヤンヤン歌うスタジオ
- 炎の闘球児 ドッジ弾平
- トキメキ応援TV!
- 浅草橋ヤング洋品店→ASAYAN（途中打ち切り）
- TVチャンピオン（TOSでの放送打ち切り後、暫く大分では放送せず、数年後OBSで放送再開）
- クイズ!地球まるかじり（2局時代は1週送れの水曜22時に放送）
- ギルガメッシュないと（火曜深夜に放送）
- ゴルフ 尾崎兄弟・飯合に挑戦!!（土曜早朝に放送）
- 見ると強くなる 痛快!横綱アニメ ああ播磨灘（木曜 16:30 - 17:00）
- ドンキーコング
- ヨシモトムチッ子物語
- 小さな巨人 ミクロマン
- きらりん☆レボリューション
- とっとこハム太郎
- 楽しいムーミン一家（一部を夏休みに集中放送）
- ケロロ軍曹（一部を夏休みに集中放送）
- 極上!!めちゃモテ委員長
- 世界!ニッポン行きたい人応援団
- 先生、、、どこにいるんですか? 〜会って、どうしても感謝の言葉を伝えたい。〜
- モヤモヤさまぁ〜ず2（OABから移行したが途中打ち切り、後にOABで再開するも再度打ち切り）
- 田舎に泊まろう!（2005年4月、OBSへ移行）
- ポケットモンスターシリーズ
  - ポケットモンスター（平成版）→ポケットモンスター アドバンスジェネレーション→ポケットモンスター ダイヤモンド&パール→ポケットモンスター ベストウイッシュ→ポケットモンスター ベストウイッシュ シーズン2→ポケットモンスター XY→ポケットモンスター XY&Z→ポケットモンスター サン&ムーン→ポケットモンスター（令和版）
- 病院の治しかた〜ドクター有原の挑戦〜
- アノニマス〜警視庁“指殺人”対策室〜
- ファンファンキティ!
- おねがいマイメロディ 〜くるくるシャッフル!〜（テレビ大阪制作）
- THE フィッシング（テレビ大阪制作、番組自体は継続中）
- サイレント・ヴォイス 行動心理捜査官・楯岡絵麻（BSテレ東制作）
- しましまとらのしまじろう→はっけん たいけん だいすき!しまじろう→しまじろう ヘソカ→しまじろうのわお!（テレビせとうち制作）

### 独立局
- MU-GEN（チバテレ制作）
- MUSIC FOCUS（チバテレ制作）
- MUSIC LAUNCHER（チバテレ制作）
- アイドルパーティー（チバテレ制作）

### テレビ朝日系（大分朝日放送開局まで）
- テレビ朝日系列昼ニュース枠
  - ANNニュースライナー
  - ANNニュース（OAB開局まで昼の分を放送）[注 8]
- お昼のクイズ・バッチリ当てよう!
- 平日正午枠[注 8]
  - アフタヌーンショー（OBSからの移行、TOSでは同時ネット）→なうNOWスタジオ→新・アフタヌーンショー→布施明のグッDAY→どこまで笑うの?!→欽ちゃんのどこまで笑うの?!→欽どこTV!!→お昼のマイテレビ→ホットライン110番→森田健作の熱血テレビ→女38歳気になるテレビ→お昼の独占!女の60分→人間探検!もっと知りたい!!→ザ・ニュースキャスター（途中まで）
- メタルヒーローシリーズ[注 8]
  - 時空戦士スピルバン
  - 超人機メタルダー
  - 世界忍者戦ジライヤ
  - 機動刑事ジバン
  - 特警ウインスペクター
  - 特救指令ソルブレイン（TOSでは、日曜 9:30 - 10:00→金曜 16:30 - 17:00に異時ネットしていた）
  - 特捜エクシードラフト
  - 特捜ロボ ジャンパーソン（途中まで）
- 土曜映画劇場（開局時から同時ネット）→土曜ワイド劇場（同時ネット、一時期未放送、後に再開）[注 8]
- 日曜洋画劇場（日曜15:30に放送）[注 8]
- 徹子の部屋[注 8]
- ミュージックステーション（金曜17:00に放送）[注 8]
- 水曜スペシャル（1986年1月から）→水曜スーパーテレビ→水曜スーパーキャスト→水曜特バン!（1993年9月まで）[注 8][注 9]（同時ネット）
- ナイトライダー
- ビートたけしのスポーツ大将（枠移動後、2015年以降の特番はOABで放送）
- カッ飛び!花マル塾
- クイズおもしろTV
- ビデオあなたが主役→ビデオあんたが主役
- クイズ!純粋男女交遊
- さんまのナンでもダービー（月曜19:00に放送）[注 8]
- 欽ちゃんのどこまでやるの!?（同時ネット）
- 特別機動捜査隊（開局時にOBSから移行、同時ネット）→特捜最前線（キー局同時ネット。『…2013〜7頭の警察犬』はOABで放送）
- テレビ朝日水曜21時枠刑事ドラマ（同上）
  - 大都会25時
  - ベイシティ刑事
  - はぐれ刑事純情派[注 8]
  - さすらい刑事旅情編[注 8]
- クイズタイムショック（同時ネット、『…21』以降はOABで放送）
- テレビ朝日日曜8時連続ドラマ
  - 西部警察 (PART1)（『…2004』はOABで放送）-ララバイ刑事'93
- 魔法少女ララベル
- 火曜21時時代劇枠（月曜 21:00に放送）
  - 大忠臣蔵→荒野の素浪人→荒野の用心棒→破れ傘刀舟悪人狩り→破れ奉行→江戸の鷹 御用部屋犯科帖→破れ新九郎→半七捕物帳→江戸の牙→鬼平犯科帳 (萬屋錦之介) / 柳生あばれ旅→文吾捕物帳→柳生十兵衛あばれ旅
- がんばれ!!ロボコン（リメイク版の『燃えろ!!ロボコン』はOABで放送）
- ビックリマン
- 一休さん
- チンプイ
- 藤子不二雄ワイド
- 愛川欽也の探検レストラン
- アニメ80日間世界一周
- いきなりダゴン
- 鉄拳チンミ
- おぼっちゃまくん
- ナショナルゴールデン劇場
- ポーラ名作劇場
- 日曜正午枠
  - やすきよ笑って日曜日[注 10]→みんな気まぐれ日曜日→どーもデス!→人生クイズ 冠婚葬祭
- ザ・テレビ演芸
- 月曜19時台前半アニメ枠（同時ネット）
  - ひみつのアッコちゃん（第1シリーズ）→魔法のマコちゃん→さるとびエッちゃん→魔法使いチャッピー→バビル2世→ミラクル少女リミットちゃん→魔女っ子メグちゃん
  - タイガーマスク二世→あさりちゃん→忍者ハットリくん（アニメ版）（1983年3月にテレビ朝日系での放送時間移行に伴いOBSから移行）
- 月曜19時台後半枠（キー局同時ネット）
  - どっこい大作→おじさま!愛です
  - The・かぼちゃワイン
- イナズマン
  - イナズマンF
- 怪物くん（2010年の日テレ版実写ドラマも放送）→フクちゃん→オヨネコぶーにゃん
- 素浪人 花山大吉（開局時からキー局同時ネット）→ターゲットメン（キー局同時ネット）
- 人造人間キカイダー（キー局同時ネット）→キカイダー01（キー局同時ネット）
- デビルマン（キー局同時ネット）→ミクロイドS（キー局同時ネット）
- 空手バカ一代
- 日曜20時時代劇枠
  - 遠山の金さん捕物帳→ご存知遠山の金さん→ご存知金さん捕物帳→賞金稼ぎ
- 世なおし奉行
- 世界あの店この店
- レディズ・チャレンジボウル
- 新婚さんいらっしゃい!（朝日放送テレビ制作、腸捻転解消に伴いOBSから移行、OBS、TOSとも同時ネット）[注 8]
- あっちこっち丁稚（朝日放送テレビ制作）
- 夫婦でドンピシャ!（朝日放送テレビ制作）[注 11]
- 星の王子さま プチ・プランス（朝日放送テレビ制作）
- 電話でドン!（朝日放送テレビ制作）
- 仮面ライダーシリーズ（MBSテレビ制作、腸捻転時代。テレビ朝日制作の平成・令和シリーズはOABで放送）
  - 仮面ライダー
  - 仮面ライダーV3
  - 仮面ライダーX
  - 仮面ライダーアマゾン